# Hledání radosti
Hledání radosti je první a zároveň jediné studiové album brněnské skupiny Junior – Speakers, která jej vydala pod tehdy používaným názvem Junior ve vydavatelství Panton v roce 1975.

## Popis
Junior natočili své první album na jaře 1975, v době, kdy měli za sebou několik vydaných singlů, ale zároveň v době, která rockovým skupinám v Československu nepřála. Na desku musely být zařazeny písně s texty bez hlubšího významu, mainstreamovějšího charakteru a ani po instrumentální stránce se zde členové kapely nepředstavili tak kvalitně, jako na předchozích singlech. Album nedosáhlo většího ohlasu ani mezi kritiky, ani mezi posluchači. Kromě jedné písně obsažené na sampleru Gong 3 se deska Hledání radosti stala poslední oficiálně vydanou nahrávkou Junior – Speakers.

## Seznam skladeb
Texty napsal(i) Josef Prudil.
| Strana 1 | Strana 1                    | Strana 1 | Strana 1 |
| Pořadí   | Název                       | Hudba    | Délka    |
| -------- | --------------------------- | -------- | -------- |
| 1.       | Spěch                       | Kameš    | 2:11     |
| 2.       | Kouzlo předjarního vánku    | Kameš    | 3:25     |
| 3.       | Náramná odpoledne v parcích | Millonig | 3:45     |
| 4.       | Pocit štěstí                | Libra    | 2:37     |
| 5.       | Tiché pády                  | Kameš    | 6:00     |

| Strana 2       | Strana 2                         | Strana 2       | Strana 2 |
| Pořadí         | Název                            | Hudba          | Délka    |
| -------------- | -------------------------------- | -------------- | -------- |
| 1.             | Písnička léčebná v C dur sepsaná | Millonig       | 2:58     |
| 2.             | Zlá slova                        | Millonig       | 3:39     |
| 3.             | Být sám sebou                    | Kameš          | 3:20     |
| 4.             | Petržel                          | Millonig       | 3:43     |
| 5.             | Hledám rým                       | Kameš          | 2:31     |
| 6.             | Poznání                          | Kukla          | 2:15     |
| Celková délka: | Celková délka:                   | Celková délka: | 35:50    |

## Obsazení
- Junior
  - Vít Kukla – baskytara
  - Jiří Kameš – zpěv
  - Miloš Libra – klavír
  - Jan Millonig – kytara
  - Ctibor Hliněnský – bicí